# 和歌山県道168号下津港下津停車場線
和歌山県道168号下津港下津停車場線（わかやまけんどう168ごう しもつこうしもつていしゃじょうせん）は、和歌山県海南市を通る一般県道である。

## 概要
海南市下津町下津の下津港前からJR西日本紀勢本線 下津駅前に至る。

### 路線データ
- 起点：和歌山県海南市下津町下津（下津港前）
- 終点：和歌山県海南市下津町下津（JR西日本紀勢本線 下津駅前）
- 実延長：1.364 km

## 地理

### 通過する自治体
- 和歌山県
  - 海南市

### 交差する道路
| 交差する道路              | 交差する場所 |
| ------------------------- | ------------ |
| 和歌山県道165号引尾下津線 | 下津町下津   |

### 沿線
- 下津港
- 下津郵便局
- JR西日本紀勢本線 下津駅